# 張楷 (跆拳道運動員)
張楷（1990年8月22日—），台灣跆拳道運動員。

## 簡歷
張楷自6歲起學習跆拳道，由謝欽銘教練啟蒙。就讀桃園市楊梅區治平高中時期，轉由1994年世界杯金牌教練劉祖蔭接手調教，高中畢業後獲國立體育大學甄選入學，由2004年雅典奧運金牌得主朱木炎教練及其指導教練張榮三等教練接手調教。曾於台灣取得各大型比賽的金牌，並多次代表台灣到世界各地參賽，為台灣重量級選手有史以來第一位獲邀大獎賽選手。

## 榮譽
- 2011年台灣全大運金牌
- 2013年台灣全運會金牌
- 2013年台灣全大運金牌
- 2013年亞州大學錦標賽銅牌.
- 2014年仁川亞運第五名
- 2014年澳州公開賽金牌
- 2014年獲邀英國大獎賽
- 2014年亞州錦標賽銅牌